# Djúpavatn
Le Djúpavatn est un lac d'Islande situé sur la Reykjanesskagi, au sud-ouest de Reykjavik. Il est accessible par la route 428.